# Berliet GDHE
Der Berliet GDHE war ein vom französischen Kraftfahrzeughersteller Berliet in Lyon ab 1931 hergestellter schwerer Lkw mit einer Nutzlast von 8–10 Tonnen.

## Geschichte und Technik
Vom Berliet GDHE erschienen in den Jahren 1931 und 1932 fünf Varianten, die sich im Wesentlichen durch den Motor unterschieden: Es gab vier Varianten mit Dieselmotor und eine mit Ottomotor. Einer Gepflogenheit des Hauses Berliet folgend, deuten die Zahlen bei den Bezeichnungen der Diesel-Varianten die ungefähre Größe des Hubraumes in Liter an, beim Ottomotor MPA die Anzahl der Steuer-CV. Stückzahlen sind nur vom Berliet GDHE10 überliefert: Zusammen mit dem Berliet GDHM wurden 97 Stück im Jahr 1932, 251 Stück 1933 und 11 Stück 1934 gebaut. Offen bleibt, wie sich diese Zahlen auf die Typen GDHE und GDHM verteilen und ob es bei den übrigen unten genannten Varianten des Berliet GDHE bei Prototypen blieb oder ob diese ebenfalls in diesen Zahlen enthalten sind. Das Gewicht des Chassis ohne Aufbauten schwankt je nach dem Gewicht des eingebauten Motors.
| Typ    | Motor | Zyl. | Bohrung × Hub | Hubraum | CV    | PS  | Betriebs- | Chassis |
| Typ    | Typ   |      | mm            | cm³     | fisc. |     | erlaubnis | kg      |
| ------ | ----- | ---- | ------------- | ------- | ----- | --- | --------- | ------- |
| GDHE6  | MDA   | 4    | 110 × 160     | 6082    | 16    | 50  | 21.1.1931 | 4010    |
| GDHE7  | MDB   | 4    | 120 × 160     | 7238    | 19    | 70  | 28.1.1932 | 5150    |
| GDHE10 | MDE   | 6    | 120 × 160     | 10857   | 29    | 100 | 2.4.1932  | 5800    |
| GDHE12 | MDH   | 6    | 130 × 160     | 12742   | 34    | 105 | 2.2.1933  | 5900    |
| GDHE28 | MPA   | 4    | 120 × 160     | 7238    | 28    |     | 8.2.1932  | 5000    |

### Originalquellen
Eine Publikation, in der alle vor 1945 gebauten Berliet-Typen individuell abgehandelt wären, gibt es nicht. Neben der unten erwähnten Literatur wurde auf folgende in der Fondation Berliet verwahrte Originalunterlagen zurückgegriffen:
- „Fiches des Mines“: Es sind die Unterlagen zur Erteilung einer allgemeinen Betriebserlaubnis, hierfür ist in Frankreich der „Inspecteur des mines“ sachlich zuständig. Diese Unterlagen sind chronologisch geordnet und nummeriert. Nicht zu jedem Typ bzw. Variante gibt es entsprechende Unterlagen, teils, weil sie wohl als Untervarianten eines Typs verstanden wurden, für den eine gesonderte Erlaubnis nicht erforderlich war, teils wohl, weil diese Unterlagen im Laufe der letzten 100 Jahre verlorengegangen sind. Bei Militärtypen gibt es Hinweise, dass eine Betriebserlaubnis direkt durch militärische Dienststellen erfolgte, was entsprechende „fiches des mines“ überflüssig machte. Die Quellenbezeichnung lautet: "Fiches No. …"
- „Etat des véhicules utilitaires et autobus declares aux mines depuis 1920“, eine 15-seitige Zusammenstellung vom 1. Dezember 1941, enthält insbesondere die reservierten Chassisnummernbänder, die jedoch vielfach nicht vollständig ausgeschöpft wurden, einige Typen bzw. Varianten werden nicht erwähnt, Quellenbezeichnung lautet: „Etat S. …“
- „Nombre de véhicules construits de 1930 à 1942“, siebenseitige Zusammenstellung der zwischen 1930 und 1942 gebauten Stückzahlen an Nutzfahrzeugen, erstellt wohl 1943, erste Seite teilweise irreparabel verderbt, teilweise werden mehrere Typen bzw. Varianten zusammengefasst, Quellenbezeichnung lautet: „Nombre S. …“

### Sonstige Literatur
- Monique Chapelle: Berliet. 1. Auflage. EMCE, Saint-Chamond 2016, ISBN 978-2-35740-049-8.
- Christophe Puvilland: Berliet 1905–1978, toute la gamme omnibus, autocars, autobus et trolleybus. 1. Auflage. histoire&collections, Paris 2008, ISBN 978-2-35250-059-9.
- François Vauvillier: Tous les Berliet militaires 1914–1940, vol.1: les camions. histoire&collections, Paris 2019, ISBN 978-2-35250-496-2.